# Clinton Grybas
Clinton Andrew Grybas (?, 9 februari 1975 - Melbourne, 5 januari 2008) was een Australisch sportverslaggever. 
Grybas begon zijn loopbaan op twintigjarige leeftijd bij de televisiezender ABC in Melbourne. Daarna werkte hij een tijd voor ABC in Perth. Voor deze zender verzorgde hij het commentaar voor ABC Australian Football Matches. Daarnaast wist Grybas het een en ander van basketbal. Ook het commentaar bij de NBL, de National Basketball League, kwam in zijn handen. 
In 2001 maakte hij de overstap naar de zender 3AW, waar hij de sporttalkshow Sports Today presenteerde. Bij de sportzender Fox Sports leverde hij ook commentaar bij voetbalwedstrijden. 
Op 5 januari 2008 verscheen Grybas niet bij de opnamen van Sports Today. Bezorgde medewerkers van de zender schakelden de politie in, omdat ook zijn familie niet wist waar hij was. Grybas werd later op de dag dood aangetroffen in zijn appartement in een flatgebouw in Melbourne. 
Waarschijnlijk is Grybas overleden doordat hij zijn hoofd ongelukkig heeft gestoten tijdens een slaapwandeling. Grybas had al geruime tijd last van slaapwandelen. 
Een aantal dagen voor zijn dood vertelde hij medewerkers van 3AW dat hij een knallende hoofdpijn had. Hij werd 's ochtends
wakker bij zijn balkondeur en wist niet meer hoe hij daar terecht was gekomen. Hoewel sectie de definitieve doodsoorzaak nog moet aanwijzen, heeft Grybas vermoedelijk een hersenbloeding gehad door de klap tegen zijn hoofd van een aantal dagen daarvoor. 
Clinton Grybas werd 32 jaar oud.